# فرودگاه شهرستان آمادور
فرودگاه شهرستان آمادور (به انگلیسی: Amador County Airport) (به زبان بومی: Westover Field) یک فرودگاه همگانی بهره‌برداری هوایی است که یک باند فرود آسفالت دارد و طول باند آن ۱۰۳۷ متر است. این فرودگاه در شهر جکسون، کالیفرنیا کشور ایالات متحده آمریکا قرار دارد و در ارتفاع ۵۱۵ متری از سطح دریا واقع شده است.